# نادي نهضة الزمامرة
 نادي نهضة أتلتيك الزمامرة  هو نادي رياضي مغربي. من مدينة الزمامرة، تأسس سنة 1977، ويمارس بالبطولة الاحترافية المغربية.

## وصلات خارجية
- نادي نهضة الزمامرة على قاعدة بيانات كرة القدم